# قبطی‌ها
قِبطی‌ها نام قومی از مسیحیان بومی کشور مصر می‌باشد که پرجمعیت‌ترین اقلیت مسیحی این کشور به‌شمار می‌آیند. مسیحیت بین سال‌های ۴۰۰ تا ۸۰۰ میلادی مذهب اصلی در مصر به‌شمار می‌رفت. پس از فتح مصر به‌دست مسلمانان تا میانه‌های سدهٔ دهم میلادی همچنان مذهب اصلی این کشور باقی ماند. پس از آن مسیحیان همواره به‌عنوان یکی از اقلیت‌های بزرگ در مصر به‌شمار رفته‌اند. از نظر تاریخی قبطیان به زبان قبطی صحبت می‌کردند که بازمانده‌ای از زبان دموتیک از مصر باستان (زمان اشغال مصر توسط یونانی‌ها) به‌شمار می‌آید. از نیمه‌های سدهٔ هجدهم میلادی این زبان شروع به انقراض نموده و بیشتر این مردمان به زبان عربی تکلم می‌کنند. امروزه قبطیان بیشترین جمعیت مسیحی در خاورمیانه را تشکیل می‌دهند و یکی از بزرگ‌ترین اقلیت‌های مذهبی در این منطقه می‌باشند. اکثر قبطی‌ها از نظر مذهبی پیرو کلیسای ارتدکس قبطی اسکندریه می‌باشند. در حدود ۸۰۰٬۰۰۰ نفر از آن‌ها نیز بین دو شاخه کاتولیک قبطی و پروتستان قبطی تقسیم شده‌اند.
قبطیان ده درصد جمعیت مصر را تشکیل می‌دهند. غیر از جمعیت ۹ تا ۱۵ میلیونی قبطیان در مصر، سودان با تخمین ۵۰۰٬۰۰۰ نفر، ایالات متحده ۲۰۰٬۰۰۰ تا یک میلیون نفر کانادا در حدود ۲۰۰٬۰۰۰ نفر، استرالیا ۷۵٬۰۰۰ نفر، و ایتالیا با ۳۰٬۰۰۰ نفر کشورهای پرجمعیت قبطی به‌شمار می‌آیند.
قبطی‌ها مسیحی هستند. دین بیشتر آن‌ها اُرتدکس قِبطی است. در سدهٔ ۱۹ میلادی برخی از آنان مسیحی کاتولیک شدند.